# Iporangaia
Iporangaia is een geslacht van hooiwagens uit de familie Gonyleptidae.
De wetenschappelijke naam Iporangaia is voor het eerst geldig gepubliceerd door Mello-Leitão in 1935. 

## Soorten
Iporangaia is monotypisch en omvat slechts de volgende soort:
- Iporangaia pustulosa